# Columbusstraße (Bremerhaven)

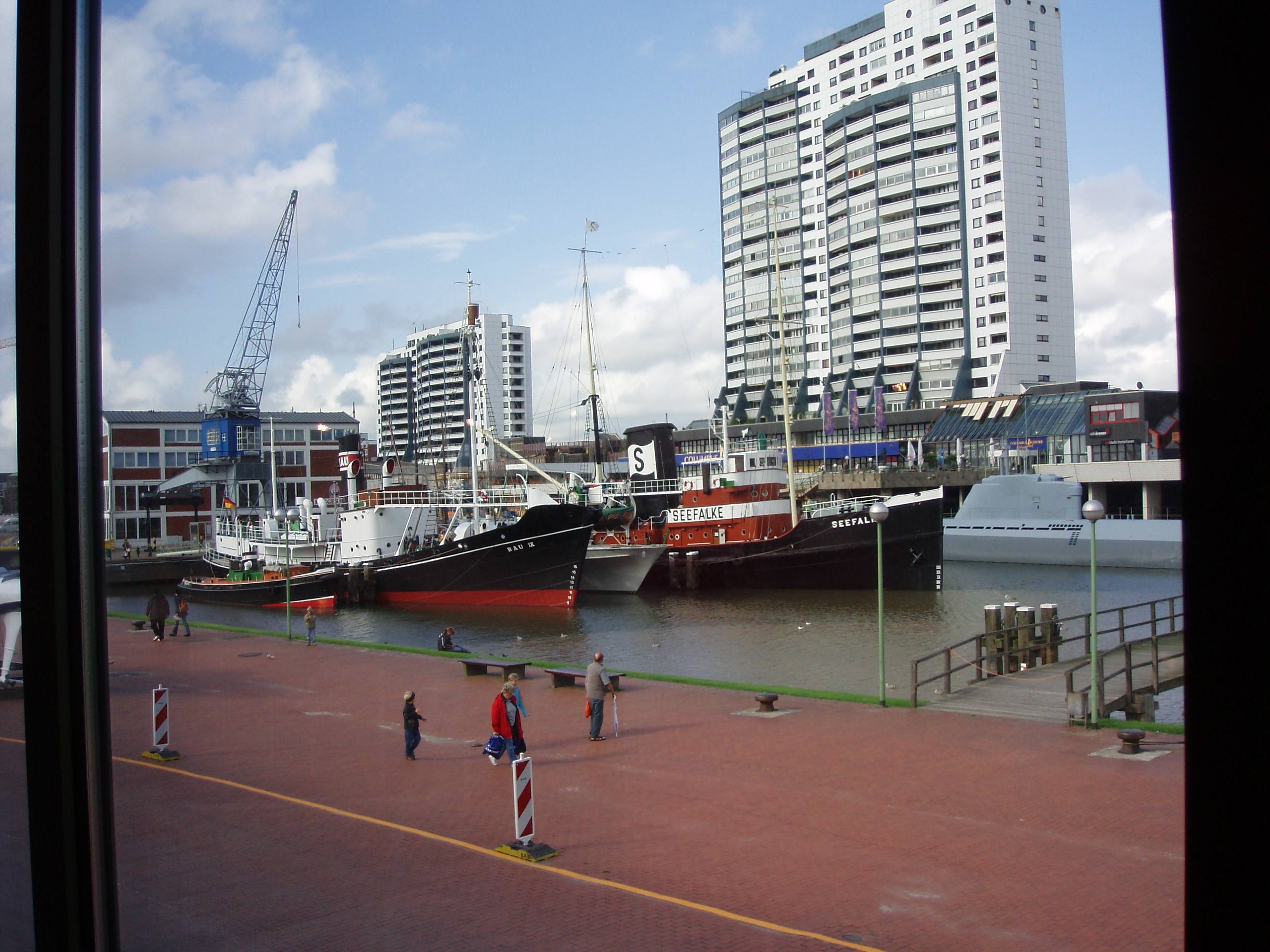
Columbus-Center davor und darunter die Columbusstraße, vorne Alter Hafen als Museumshafen

Die Columbusstraße ist eine zentrale Durchgangsstraße in Bremerhaven, Mitte (Süd) und Geestemünde (Nord). Sie führt teilweise parallel zur Bürgermeister-Smidt-Straße überwiegend in Süd-Nord-Richtung von Geestemünde vom Elbinger Platz/Elbestraße zur Barkhausenstraße und Lloydstraße.

## Beschreibung
Die Columbusstraße gliedert sich in die Teilbereiche
- vom Elbinger Platz bis zur Geeste in Geestemünde
- von der Geeste bis Lloydstraße in Mitte.

Die Kennedybrücke führt die Columbusstraße über die Geeste. Im Bereich des Alten Hafens sind die Richtung Norden führenden Fahrspuren über weite Strecken vom Columbus-Center überbaut.
Die Querstraßen und die Anschlussstraßen wurden benannt u. a. als Elbinger Platz nach der Patenstadt, Elbestraße nach dem Fluss, Borriesstraße nach dem Minister von Hannover und Förderer Geestemündes Wilhelm von Borries (1802–1883),  Van-Ronzelen-Straße nach dem Wasserbauingenieur und bremischen Hafenbaudirektor (1800–1865), Am Alten Hafen, Kirchenstraße, die zur Großen Kirche führt, Hermann-Henrich-Meier-Straße nach dem Reeder und Gründer des Norddeutschen Lloyds (1809–1898), die Keilstraße schob sich ursprünglich wie ein Keil zwischen den Alten und den Neuen Hafen, Lloydplatz und Lloydstraße nach der Reederei und dem Werftbetrieb Norddeutscher Lloyd (NDL) sowie die Barkhausenstraße nach dem Bremer Bürgermeister Carl Georg Barkhausen (1848–1917); ansonsten siehe beim Link zu den Straßen.

## Geschichte

### Name
Die Columbusstraße wurde um 1966/67 nach dem Amerikaentdecker Christoph Kolumbus (1451–1506) benannt, der 1492 eine Insel der Bahamas und damit die Neue Welt entdeckte.
Die Seestadt Bremerhaven benannte auch das Columbus-Center Bremerhaven und die Columbuskaje nach dem Entdecker. Ebenso erhielt das bekannte Schiff Columbus des Norddeutschen Lloyds von 1924 mit Heimathafen Bremerhaven  diesen Namen.

### Entwicklung

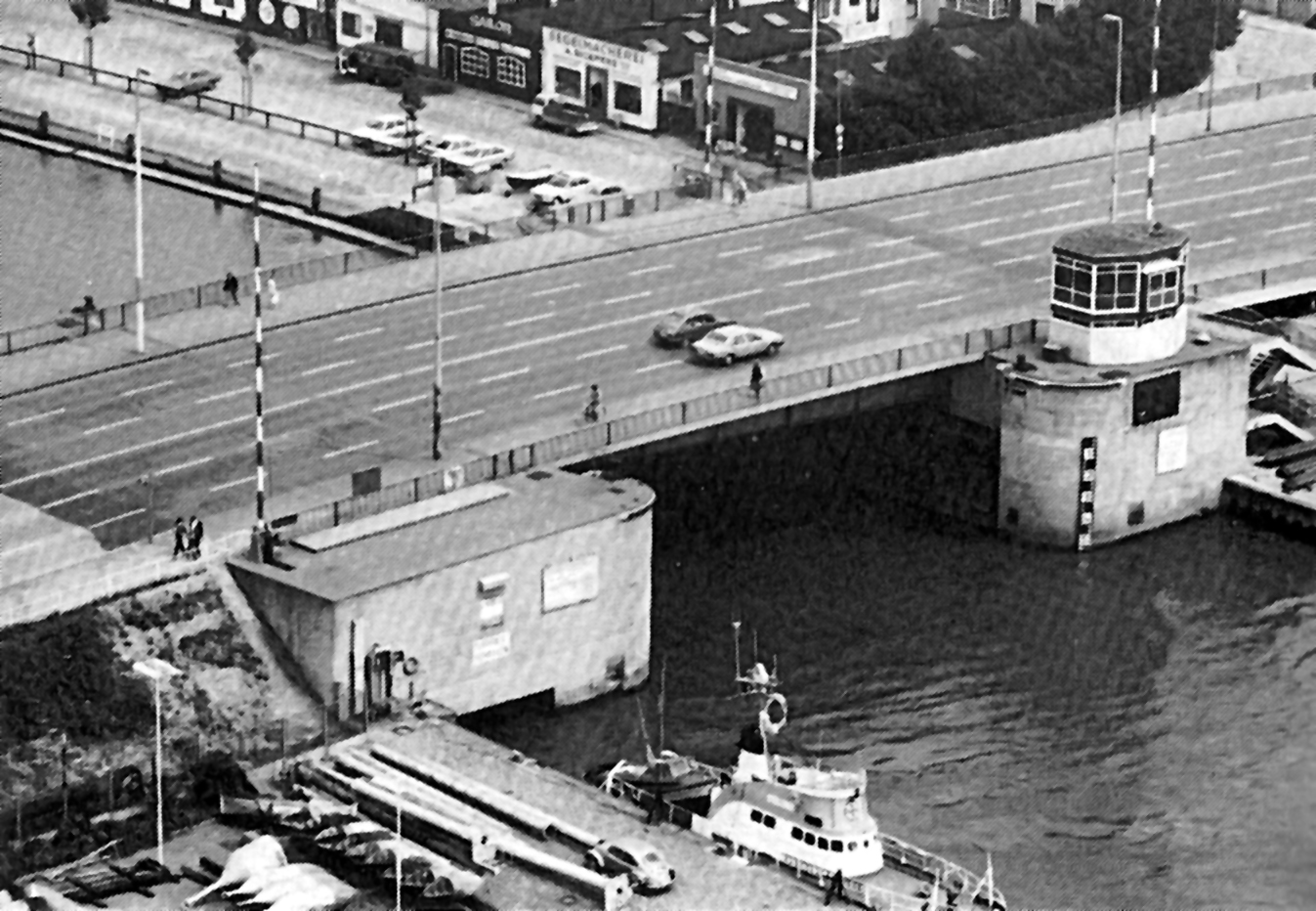
Kennedybrücke und Sturmflutsperrwerk

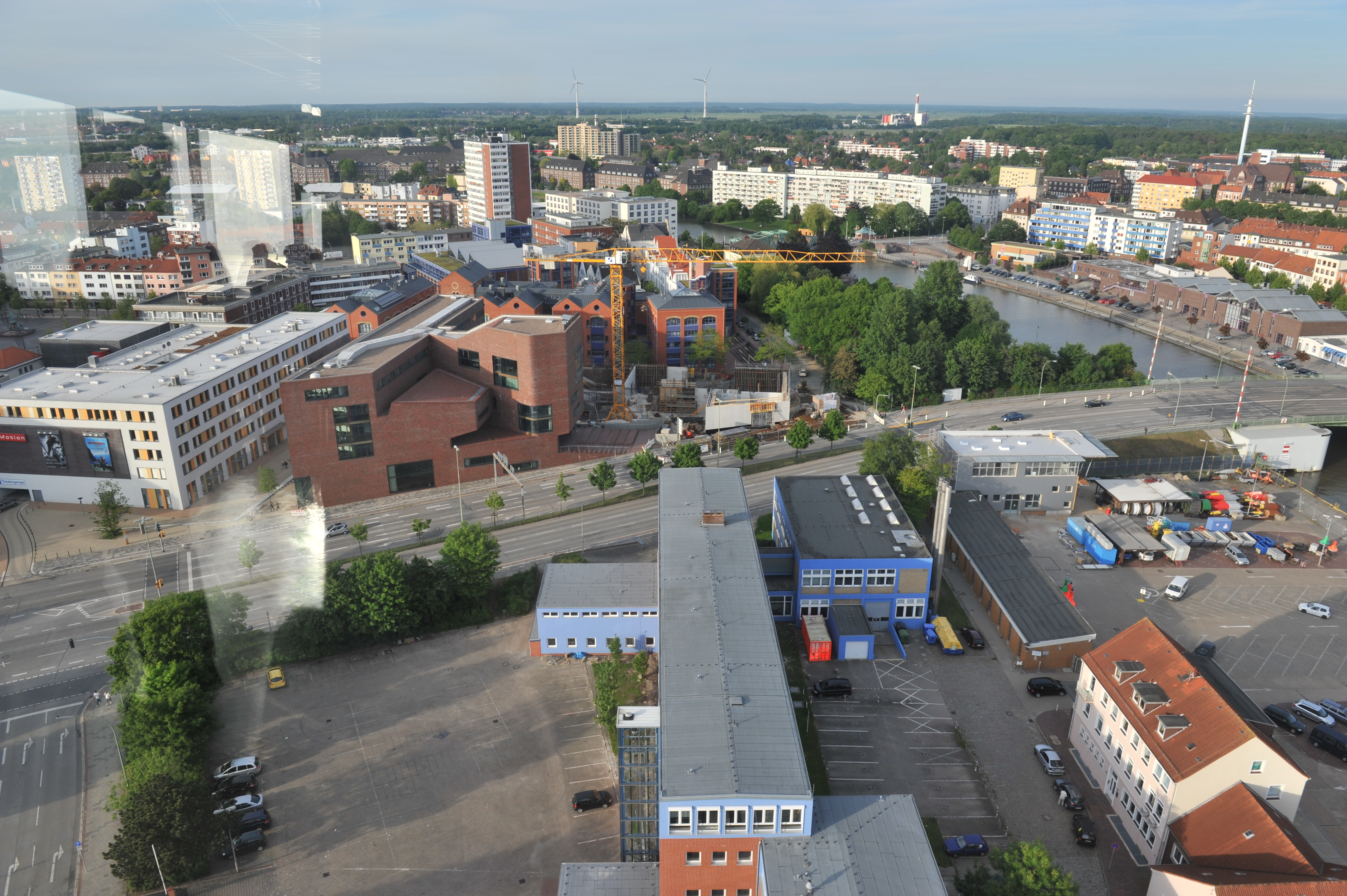
Hochschule Bremerhaven, vorne Haus C, dazwischen die Columbusstraße, rechts die Geeste

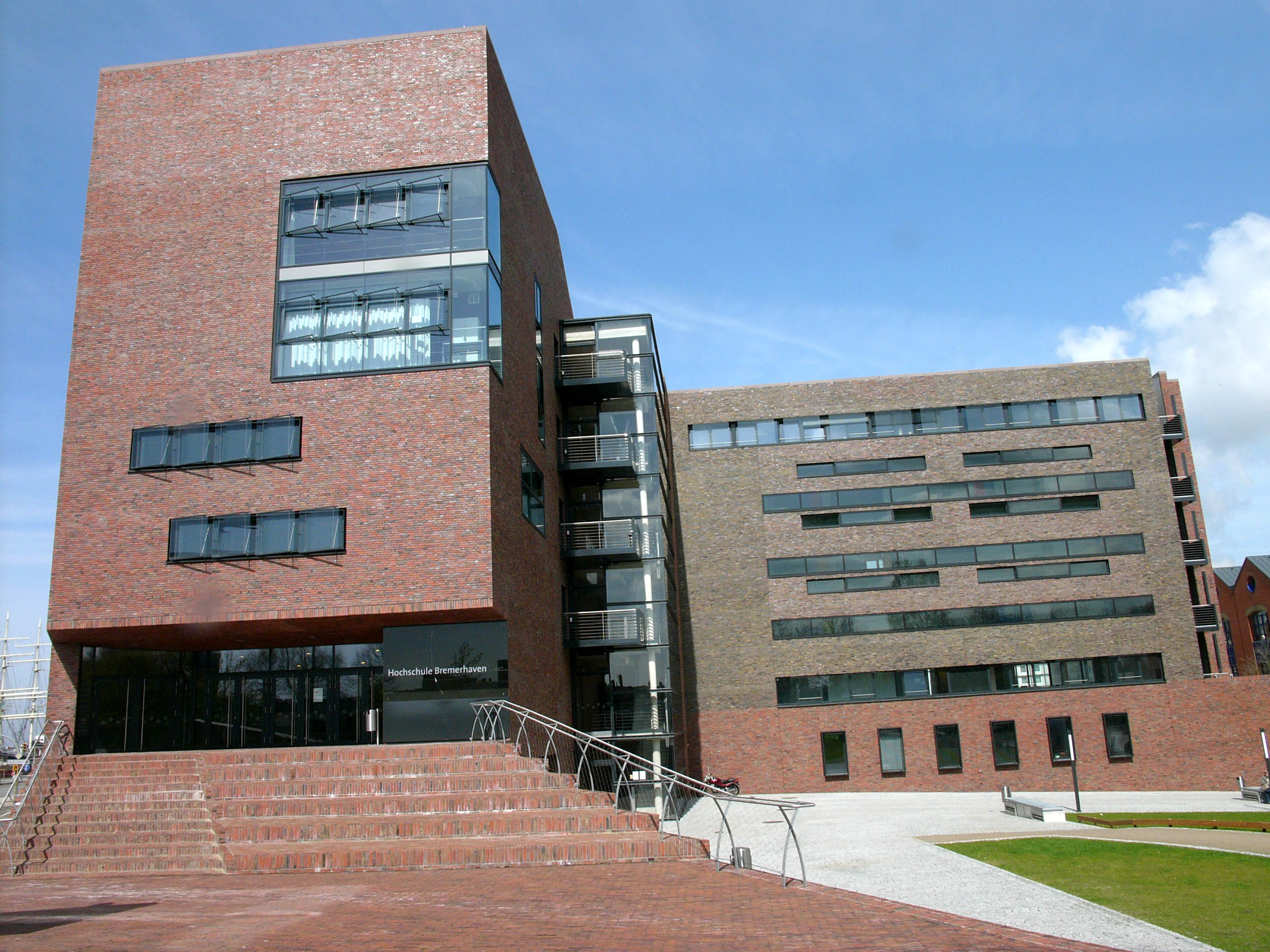
Haus S der Hochschule

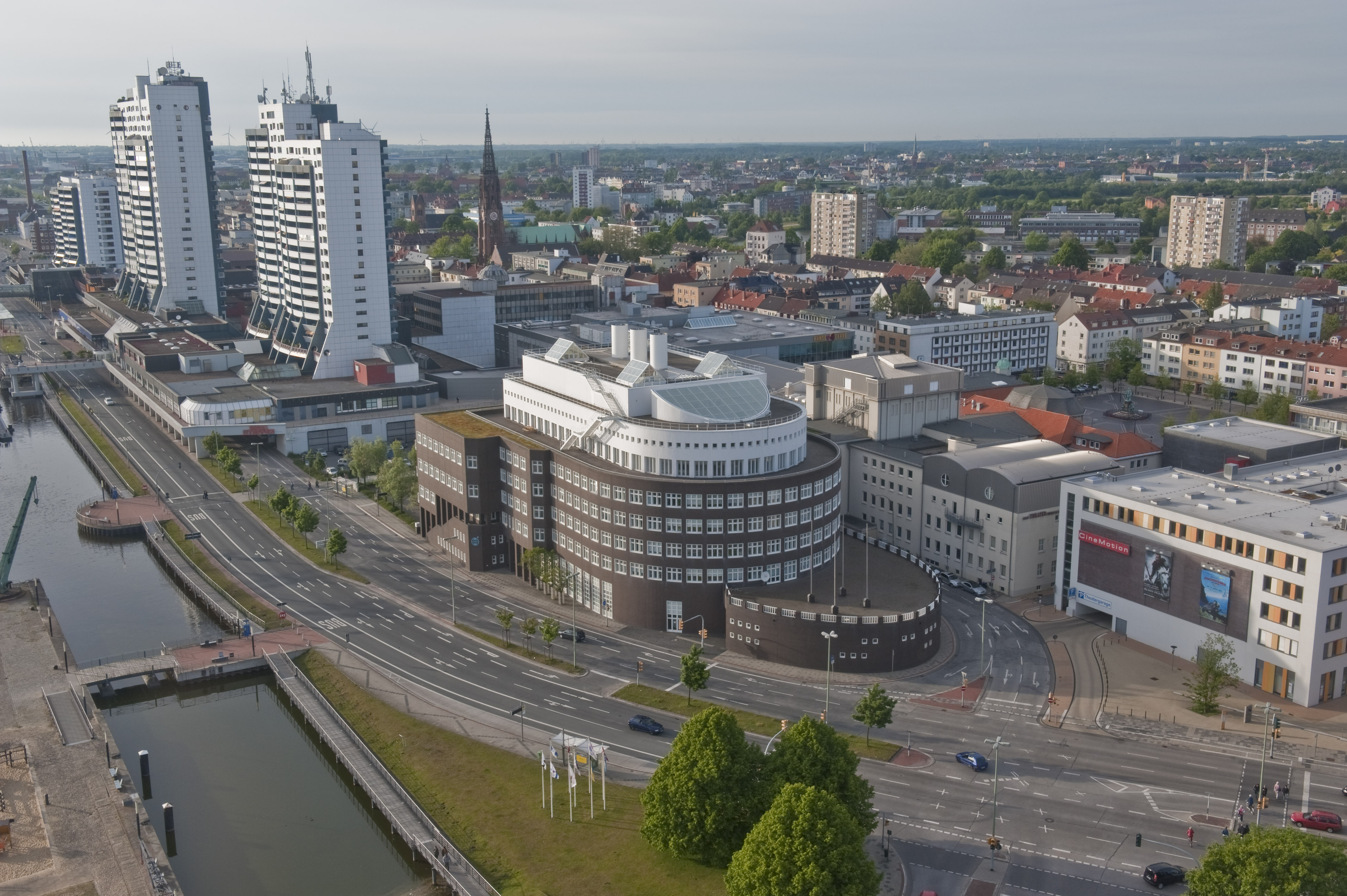
Vorne Alfred Wegener-Institut, links die Straße mit Columbus-Center

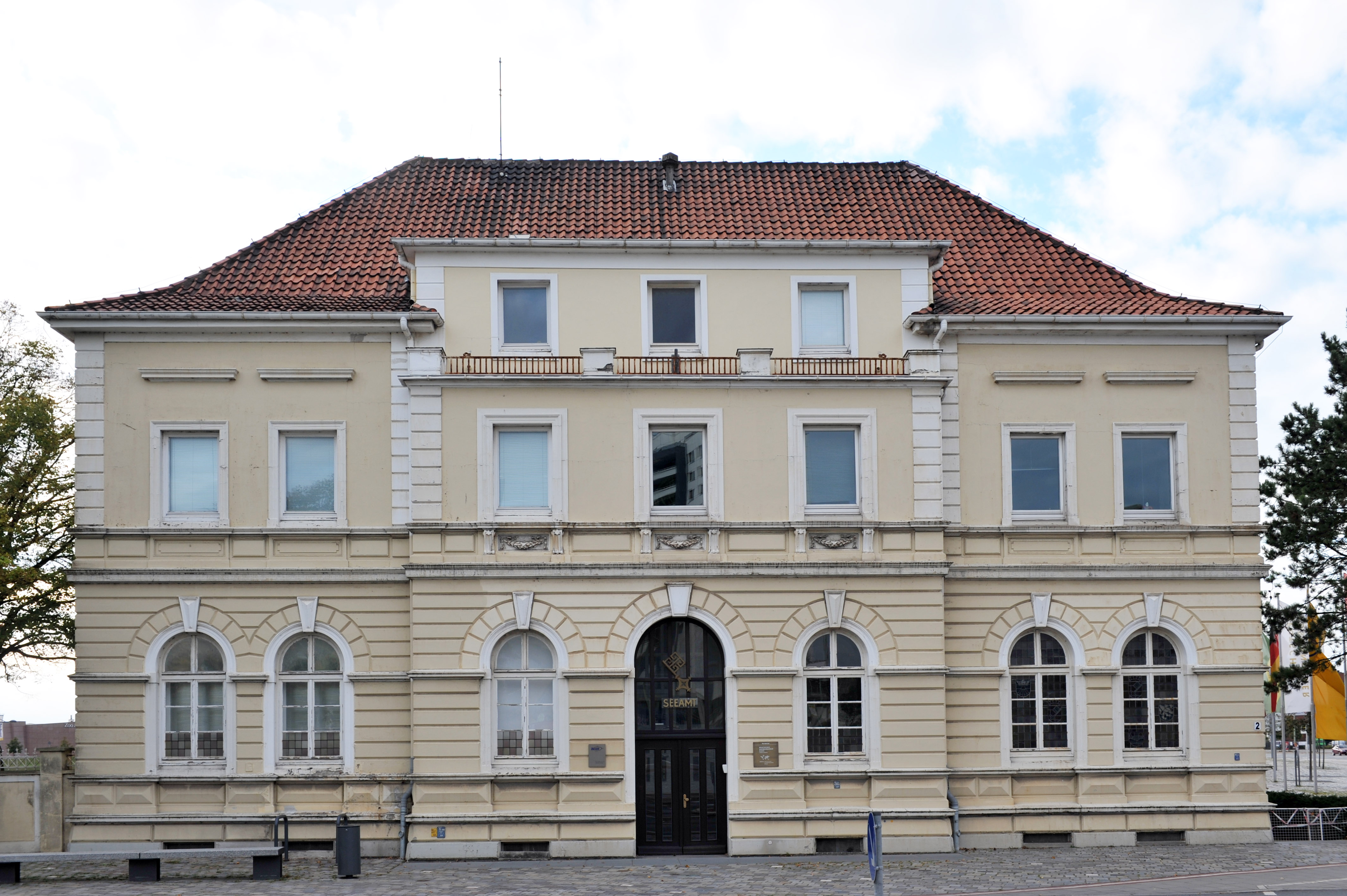
Seeamt, Keilstraße 3

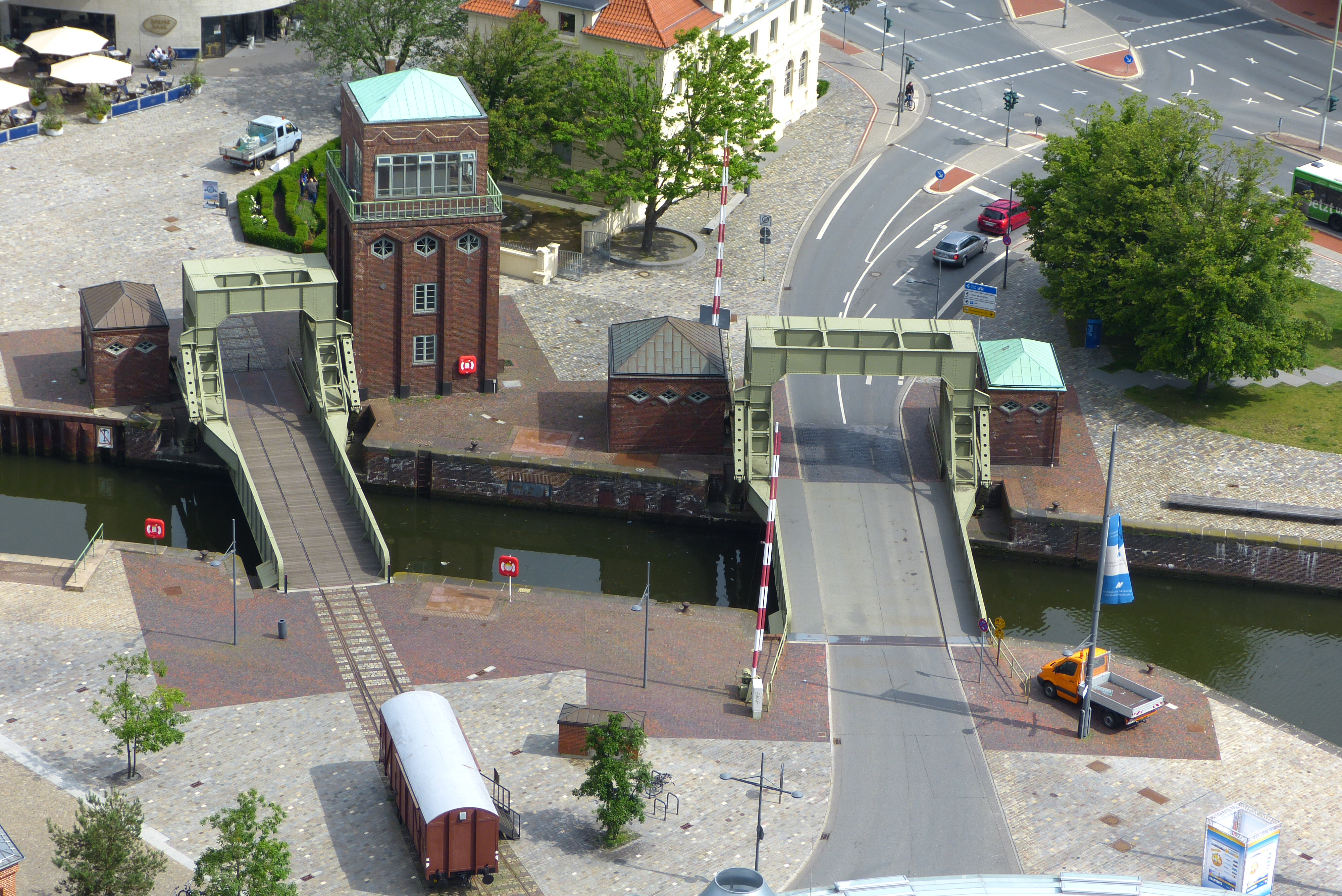
Brückenanlage zwischen Altem und Neuem Hafen von 1963

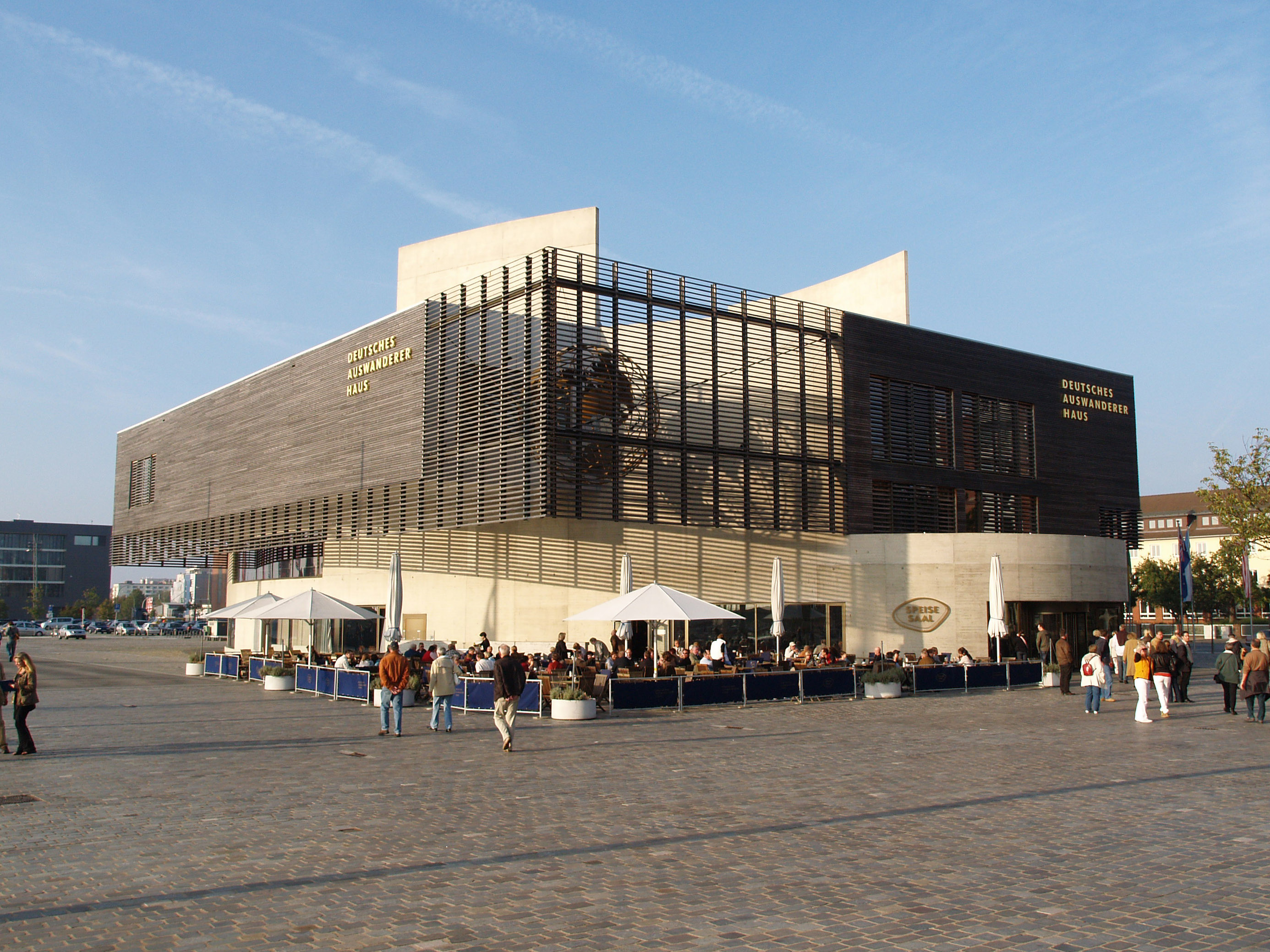
Deutsches Auswandererhaus von 2005

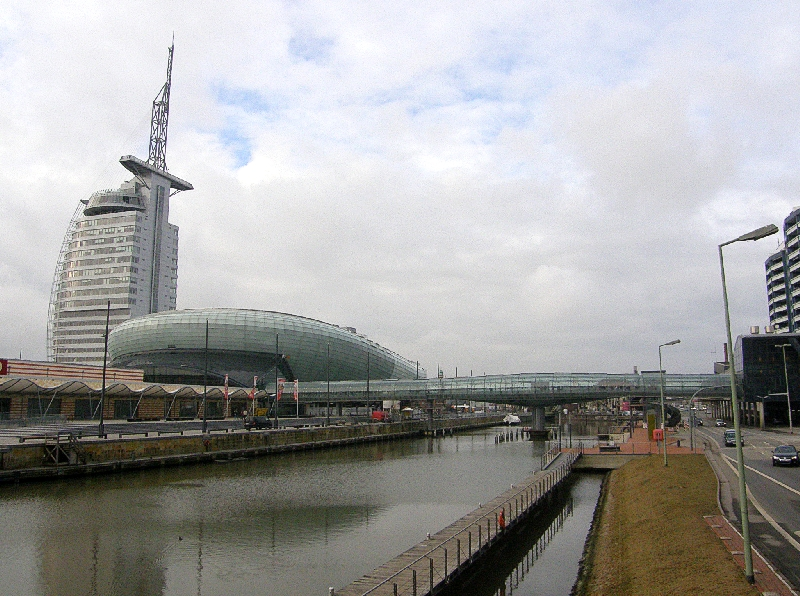
Von links: Atlantic Hotel Sail City, Klimahaus, Übergang Columbusstraße und Columbus-Center

Bremerhaven dehnte sich nach dem Bau der Häfen in Bremerhaven (ab 1827) langsam um 1850 nach Osten und Norden aus. Am Alten Hafen führte die Straße Am Hafen (heute: Am Alten Hafen) und am Neuen Hafen die Bahnhofstraße (ab 1922: Hanckestraße) entlang. Der Bremerhavener Bahnhof lag am Neuen Hafen und hatte eher den Charakter eines Güterbahnhofs.
Vor und um 1960 entwickelte der Stadtplaner und Architekt Prof. Ernst May ein langfristiges Konzept für den Stadtteil Mitte. Im Rahmenplan wurde parallel zur Bürgermeister-Smidt-Straße eine durchgehende Hafenrandstraße (Columbusstraße und Barkhausenstraße) vorgesehen, welche mit der Kennedybrücke über die Geeste nach Geestemünde führte. Durch die Pläne von May wurde der Stadtteil Mitte konsequent auf die Weser und die davorliegenden Hafenbecken ausgerichtet. Da der Alte wie der Neue Hafen für die Hafenwirtschaft ihre Bedeutung verloren, konnte eine ständige Aufwertung des Gebietes für die kommenden Havenwelten erfolgen.
Die entscheidende Ausbaustufe erfolgte 1967 mit dem Bau der Columbusstraße auf dem zuvor zugeschütteten Teil des Alten Hafens und der Einbeziehung der Hanckestraße in den Straßenverlauf. Damit war die durchgängig vielspurige Straßenverbindung zwischen Lloydstraße und Elbinger Platz vollendet. Am 22. September 1967 wurde sie dem Verkehr übergeben. Die Straße ist Teil der Bundesstraße 212 (Bremerhaven bis Bookholzberg und zur Bundesautobahn 28).

### Aktuelle Situation
Die Planungen für die Columbusstraße erfolgten zu einer Zeit, in der man von stark steigenden Einwohnerzahlen für Bremerhaven und entsprechend höherem Verkehrsaufkommen ausging. Diese erwartete Entwicklung ist in dieser Form nicht eingetreten. Die Straße, die in der Breite im Minimum sechs Fahrstreifen aufnehmen kann, wird heute von Vielen als Hindernis für eine bessere Verbindung zwischen den Havenwelten entlang des Weserdeiches und der Fußgängerzone betrachtet. In der Stadtgesellschaft und der Politik wird kontrovers über einen teilweisen Rückbau der Columbusstraße diskutiert.
Im Nahverkehr von BremerhavenBus durchfahren die Linie HL (Hafen-Liner: Rotersand – Thünen-Institut) und ab Keilstraße – in südlicher Richtung gesehen – die Linien 502, 504, 505, 506, 508, 509, S, ML und NL die Straße und die Linien 503, 507, 510 und 514 tangieren sie am Elbinger Platz in Geestemünde. Ein Anruf-Linientaxi ergänzt das Angebot.

## Gebäude und Anlagen
1960 nahm die Schiffingenieurschule Bremerhaven in einem dreigeschossigen Neubau an der Columbusstraße 21 ihren Unterricht auf, heute das umgebaute Haus C als Seminargebäude der Hochschule Bremerhaven. Das Deutsche Schifffahrtsmuseum von 1971 nach Plänen von Hans Scharoun war für das Gebiet ein bedeutsamer Impulsgeber. Am Elbinger Platz baute die AOK um 1970 platzbestimmend ihre Geschäftsstelle. Das bis zu 24-gesch. Wohn- und Geschäftshaus Columbus-Center Bremerhaven von 1978 veränderte das Gebiet entscheidend.
Das Hauptgebäude vom Alfred-Wegener-Institut entstand 1985, das Deutsche Auswandererhaus 2005.
Weitere Erwähnenswerte Gebäude und Anlagen
- Nr. 1: 2-, 5- und 8-gesch. Bürohaus der AOK; zuvor abgerissener Neubau von 1966
- Nr. 2: 16- und 17-gesch. Büro- und Wohnhochhaus Haus des Handwerks von 1971 mit u. a. der Akademie des Handwerks an der Unterweser und einem Versicherungsunternehmen sowie seit 2011 die Spielstätte Junges Theater Bremerhaven (JUB)
- Geeste mit 28,4 m breiter Kennedybrücke und Sturmflutsperrwerk von 1961/63
- Hochschule Bremerhaven
  - Nr. 21: 3-gesch. Haus C (siehe oben)
  - Karlsburg Nr. 7/Columbusstraße: Haus S von 2005, Seminargebäude und Bibliothek
  - An der Karlstadt Nr. 8/Columbusstraße: Haus T – Technik von 2011
- Havenhaus mit Theatergarage, Multiplexkino, Büros
- Am Alten Hafen Nr. 26: 4- und 5-gesch. Hauptgebäude vom Alfred-Wegener-Institut (AWI) von 1985 mit Staffelgeschossen nach Plänen von Oswald Mathias Ungers
- Alter Hafen von 1830; heute teilweise Museumshafen mit Hochseeschlepper Seefalke, Walfangdampfer Rau IX, Haffkahn Emma, Binnenschlepper Helmut, Feuerschiff Elbe 3, U-Boot Wilhelm Bauer
- bis zu 26-gesch. Wohn- und Geschäftshaus Columbus-Center Bremerhaven von 1978 nach Plänen von Peter Weber, Bremerhaven für die Neue Heimat mit 
  - Holländerbrücke über den Alten Hafen zum Deutschen Schifffahrtsmuseum,
  - Gläserner Drehbrücke über den Alten Hafen zu den Havenwelten mit Klimahaus Bremerhaven, Outlet-Einkaufszentrum, Atlantic Hotel Sail City, Zoo am Meer und zur Strandhalle
- Am Alten Hafen Nr. 118: 8-gesch. Wohn- und Bürohaus mit u. a. mit Bürgerbüro und Standesamt
- H.-H.-Meier-Straße Nr. 2 / Keilstraße Nr. 3: 2-gesch. historisierendes Gebäude von 1898 mit Walmdach und Mittelrisalit vom ehem. Seeamt Bremerhaven, heute Büronutzung[4] und den Klappbrücken und Maschinenhäusern zwischen Altem und Neuem Hafen von 1927[5]
- Nr. 65. 3-gesch. Deutsches Auswandererhaus von 2005 nach Plänen von Andreas Heller, Hamburg
  - Erweiterungsbau von 2021 zum Thema Einwanderer[6]
- Nr. 67 und 69: Zwei 6-gesch. Gebäude von um 2005 mit u. a. Hotel The Liberty und Restaurant
- Schifferstraße Nr. 10–14: 2- und 3-gesch. Bürohaus mit u. a. M&B Industrietechnik
- Lloydstraße 5 Ecke Columbusstraße: 3-gesch. Wohnhaus aus den 1910er Jahren mit seitlichem Giebelrisalit

Kunstobjekte, Gedenktafeln

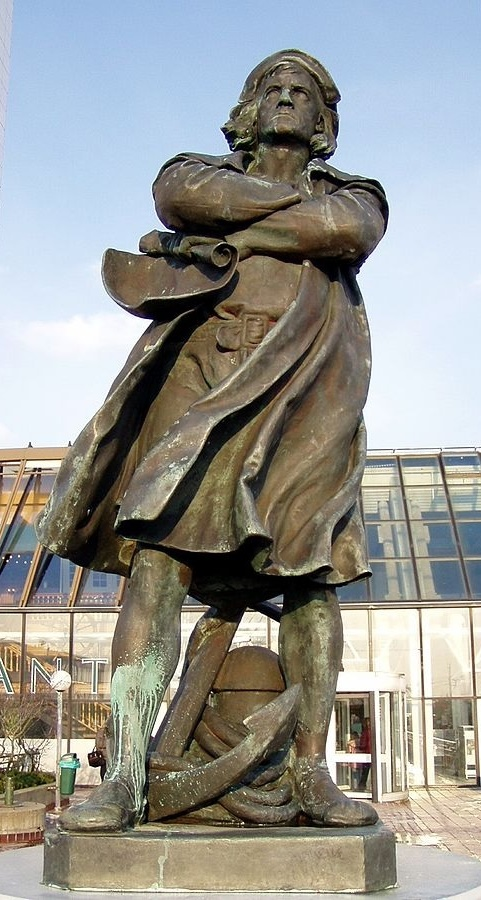
Columbus-Statue

- Christoph Kolumbus von 1896 vom Bildhauer Ludwig Habich, zuerst im Speckenbütteler Park aufgestellt, im Ersten Weltkrieg eingeschmolzen, 1978 wiederhergestellt.
- Elbinger Platz: Großplastik Memento maris des Bildhauers Gerhart Schreiter von 1968
- Hinter der Kennedybrücke: Äquatorial-Uhr der Künstler Bodo Sturmheit und Heinrich Kramer von 1967